# Breaking Hearts
Breaking Hearts es el decimoctavo álbum de estudio del músico inglés Elton John. Cuenta con el cuarteto de John, Davey Johnstone, Dee Murray y Nigel Olsson. Hubo cuatro sencillos entre los 40 primeros del álbum: "Sad Songs (Say So Much)" (EE. UU. n.°5 / Reino Unido n.°7), "Who Wears These Shoes" (EE. UU. n. °16), "In Neon" (EE. UU. n. ° 38 ), y el éxito número 5 del Reino Unido "Passengers".

## Grabación
Este álbum sería el último en presentar a todos los miembros (principales) de la formación clásica "La banda de Elton John" tocando sus instrumentos (aunque se reunirían para proporcionar coros en el álbum Reg Strikes Back de John). Fue el último de los álbumes de estudio de John en presentar el bajo de Murray, quien moriría en 1992 de cáncer de piel, y fue el último álbum de estudio hasta Songs from the West Coast de 2001 que presentaría a Olsson en la batería. También fue el último en el que John tocó solo el piano y los teclados en el estudio. Con la excepción Regimental Sgt. Zippo, habría un tecladista de respaldo para cada álbum en adelante.
Breaking Hearts también fue el primer álbum desde Victim of Love que no presenta una sección de cuerdas o trompetas en ninguna pista. Este es uno de los dos únicos álbumes con la banda clásica de John a la que (miembro no oficial) Ray Cooper no contribuyó en absoluto, el otro es Don't Shoot Me I'm Only the Piano Player de 1973. Poco después de la gira, la formación de la banda cambiaría y Gus Dudgeon, el ex productor de John, produciría los siguientes dos álbumes. En los Estados Unidos, fue certificado oro en septiembre de 1984 y platino en agosto de 1998 por la RIAA.
John continuó interpretando "Sad Songs (Say So Much)" aún en 2022, ya que incluyó la canción en su lista de canciones de Farewell Yellow Brick Road Tour. Aparte de la gira Breaking Hearts Tour de 1984 (tanto la etapa europea como la norteamericana), ninguna otra canción del álbum se ha interpretado en vivo excepto "Restless" y "Passengers", en la siguiente gira mundial Ice on Fire de 1985-1986 (la última canción solo se interpretó en la etapa del Reino Unido).

## Lista de canciones
- Autor Elton John & Bernie Taupin, salvo el indicado.

Lado A
1. "Restless" – 5:17
2. "Slow Down Georgie (She's Poison)" – 4:10
3. "Who Wears These Shoes?" – 4:04
4. "Breaking Hearts (Ain't What It Used to Be)" – 3:35
5. "Li'l 'Frigerator" – 3:40

Lado B
1. "Passengers" (John, Taupin, Davey Johnstone, Phineas McHize) – 3:24
2. "In Neon" – 4:20
3. "Burning Buildings" – 4:04
4. "Did He Shoot Her?" – 3:21
5. "Sad Songs (Say So Much)" – 4:56

## Certificaciones
| Región                                                | Certificado | Unidades/ventas |
| ----------------------------------------------------- | ----------- | --------------- |
| Recorded Music NZ                                     | Platino     | 15.000          |
| Productores de Música de España                       | Oro         | 50.000          |
| International Federation of the Phonographic Industry | Oro         | 25.000          |
| British Phonographic Industry                         | Oro         | 240.000         |
| Recording Industry Association of America             | Platino     | 1.000.000       |